# Waterzijdig inregelen

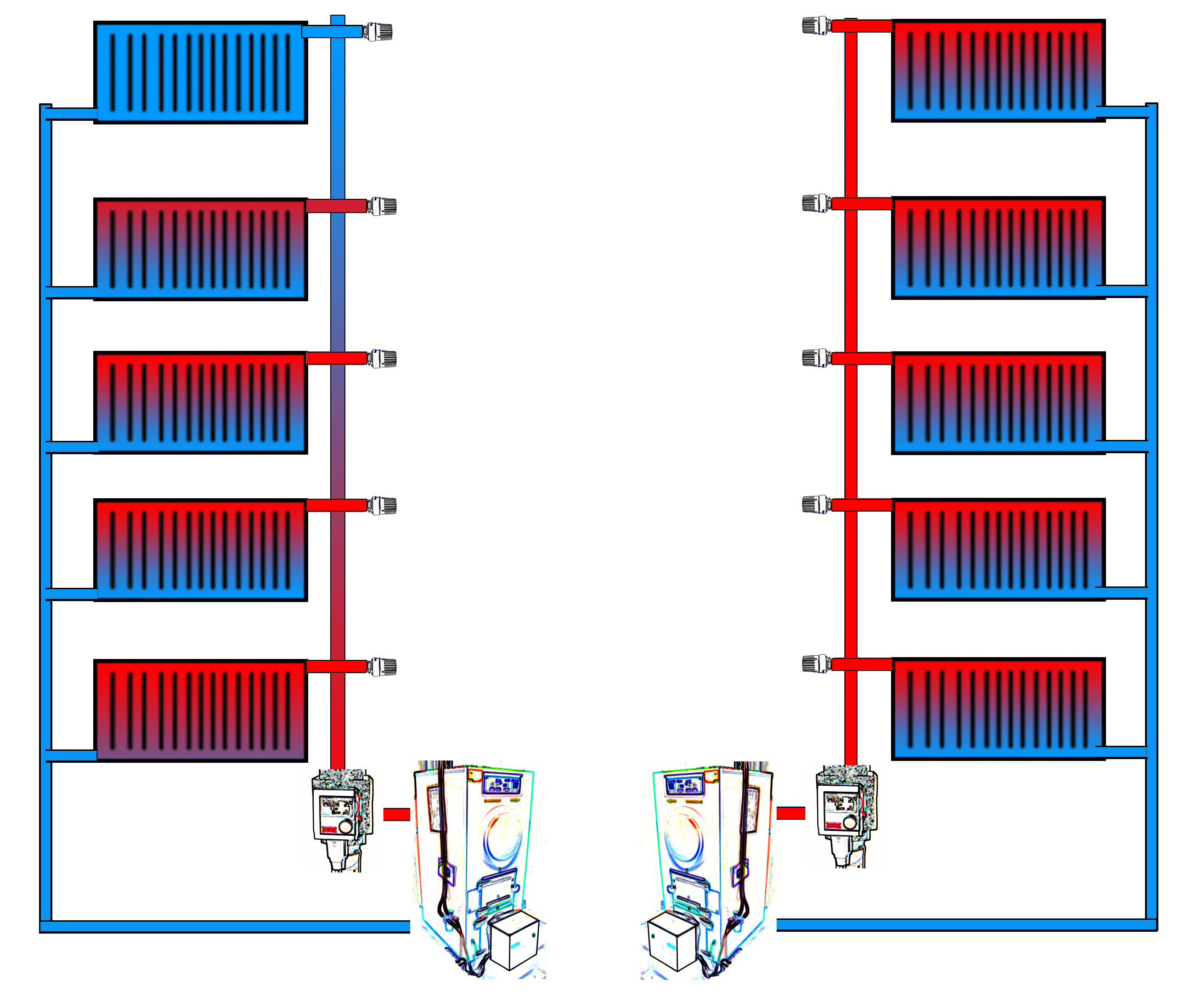
Waterzijdig inregelen: De linker verwarmingsinstallatie is niet waterzijdig ingeregeld, de rechter wel.

Waterzijdig inregelen is het proces om een centrale verwarmingsinstallatie zodanig in te regelen dat het comfort en de energiezuinigheid optimaal zijn. Bij waterzijdig inregelen wordt de heetwatertoevoer naar de radiatoren (het debiet) zodanig geregeld dat de warmte-afgifte voor iedere radiator in de installatie optimaal is.
Als een centrale verwarmingsinstallatie niet waterzijdig is ingeregeld, stroomt er door radiatoren dicht bij de cv-ketel te veel water, terwijl er door radiatoren ver van de cv-ketel te weinig water stroomt. Hierdoor worden ruimten die zich ver van de cv-ketel bevinden onvoldoende warm.
Door waterzijdig inregelen kan het comfort van de verwarming worden verhoogd en een energiebesparing tot 20% worden bereikt.

## Werkwijze voor het inregelen
Voor het waterzijdig inregelen moeten de radiatoren in het systeem alle zijn voorzien van een instelbare klep. Deze kan in de radiatorkraan zijn ingebouwd, of in een afzonderlijk voetventiel aan de uitstroomzijde van de radiator. Het inregelen kan worden uitgevoerd door een installatiebedrijf, maar het is voor iemand met wat technische kennis ook mogelijk om het zelf te doen. Daarvoor heeft men de volgende zaken nodig: een passend sleuteltje voor de ventielen en een infrarood thermometer. Het afregelen wordt als volgt gedaan: eerst wordt de kamerthermostaat op een hogere temperatuur ingesteld, zodat de ketel gaat verwarmen, en vervolgens wacht men totdat een stabiele temperatuur in de radiator is bereikt. De radiatorkraan van de in te regelen radiator moet voluit open staan. Indien het nominale vermogen van de radiator en het gewenste temperatuurverschil bekend zijn, moet het instelpunt bij de start van het inregelen worden afgesteld volgens de tabel van de fabrikant van het inregelelement (radiatorkraan of voetventiel). Wanneer die informatie niet aanwezig is begint men vanuit de middelste stand. De temperatuur aan de onderzijde van de radiator moet ca. 25% lager zijn dan die aan de bovenzijde. Is het verschil te klein, dan moet het debiet kleiner worden gemaakt met het instelsleuteltje. Is het te groot, dan moet het debiet worden verhoogd. Daarna moet worden gewacht totdat er een nieuwe stabiele temperatuurverdeling in de radiator is bereikt, waarna het debiet op dezelfde wijze als voorheen nauwkeuriger kan worden ingesteld.

### Nederlandse situatie
Sinds 10 maart 2020 is het in Nederland verplicht om de cv-installatie waterzijdig in te regelen zodra er nieuwe radiatoren, nieuwe centrale verwarming, hybride ketel of warmtepomp geïnstalleerd wordt. De verplichting geldt niet als de kosten van het inregelen meer dan 20% van het installatiebedrag bedragen. Deze regeling is opgenomen in het bouwbesluit en is een implementatie van de Europese richtlijn 2018/844.